# La Puebla de Cazalla
La Puebla de Cazalla è un comune spagnolo situato nella comunità autonoma dell'Andalusia.

## Geografia fisica
Il comune è attraversato da sud a nord dal fiume Corbones, sul quale è stata costruita la diga del lago di La Puebla de Cazalla.